# Macrothemis cynthia
Macrothemis cynthia – gatunek ważki z rodziny ważkowatych (Libellulidae). Występuje na terenie Ameryki Południowej.